# Oplegnathus peaolopesi
Oplegnathus peaolopesi är en fiskart som beskrevs av Smith, 1947. Oplegnathus peaolopesi ingår i släktet Oplegnathus och familjen Oplegnathidae. Inga underarter finns listade i Catalogue of Life.